# Literaturjahr 1937
Liste der Literaturjahre

◄ | 1933 | 1934 | 1935 | 1936 | Literaturjahr 1937 | 1938 | 1939 | 1940 | 1941 | ► | ►►

Weitere Ereignisse

## Ereignisse

### Prosa

#### Deutschsprachige Exilliteratur

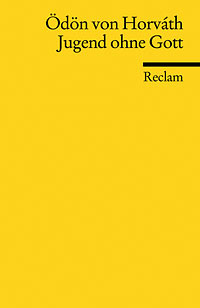
Jugend ohne Gott

- Ödön von Horváths zweiter Roman, Jugend ohne Gott, wird in Amsterdam erstveröffentlicht. Auf Antrag der Gestapo wird das Werk 1938 in Deutschland in die „Liste des schädlichen und unerwünschten Schrifttums“ aufgenommen.
- Von Joseph Breitbach erscheint die Erzählung Die Rückkehr, ein Kapitel aus einem später von der Gestapo beschlagnahmten und nie veröffentlichten Romanmanuskript mit dem Titel Clemens.
- Irmgard Keun veröffentlicht ihren ersten Exilroman Nach Mitternacht im Amsterdamer Querido Verlag.
- Der deutsch-jüdische Schriftsteller Ernst Sommer veröffentlicht in der Tschechoslowakei den historischen Roman Botschaft aus Granada.
- Von Arnold Zweig erscheint der Roman Einsetzung eines Königs.

#### Weitere deutschsprachige Literatur
- Von Stefan Andres erscheint in dem Erzählungsband Moselländische Novellen u. a. die Novelle Die Vermummten.
- Hans Fallada veröffentlicht den Roman Wolf unter Wölfen. Das Werk wird von Joseph Goebbels ausdrücklich gelobt. Alfred Rosenberg dagegen und das ihm unterstellte Amt Rosenberg sehen Fallada sehr kritisch und verbieten das Buch. Fallada muss in der Folge von zeitkritischen Stoffen auf das Gebiet der leichten Unterhaltungsliteratur ausweichen.
- Der Widerstandskämpfer Adam Kuckhoff veröffentlicht den Roman Der Deutsche von Bayencourt zunächst als Fortsetzungsroman in der Kölnischen Zeitung und dann als Buch im Berliner Rowohlt Verlag.
- Von Franz Werfel erscheint der Roman Höret die Stimme.
- Von dem evangelischen Pfarrer und Schriftsteller Artur Brausewetter erscheint der Roman Der Ruf der Heimat – einer von insgesamt rund 50 Romanen, die er in seinem Leben verfasste.

#### Englischsprachige Literatur
- Agatha Christie veröffentlicht die Kriminalromane Dumb Witness (5. Juli) und Death on the Nile (1. November). Außerdem bringt sie am 15. März die Kurzgeschichtensammlung Murder in the Mews and Other Stories heraus.
- 21. September: Das Fantasy-Buch The Hobbit or There and Back Again (Der Hobbit) von J. R. R. Tolkien wird im britischen Verlag George Allen & Unwin veröffentlicht.

- John Steinbeck veröffentlicht den Roman Of Mice and Men. Er beschreibt die Geschichte zweier Wanderarbeiter, die von einem besseren Leben träumen, und gilt als ein typisches Werk des American Dream.
- The Happy Return, das erste Buch C. S. Foresters aus dem Hornblower-Zyklus, erscheint.
- Zora Neale Hurston, Autorin der Harlem Renaissance, veröffentlicht den Roman Their Eyes Were Watching God (Vor ihren Augen sahen sie Gott). Anfänglich erhält sie für das Werk überwiegend negative Kritiken.
- Von Georgette Heyer erscheint der Roman An Infamous Army.
- Von H. P. Lovecraft erscheint die Horror-Kurzgeschichte The Thing on the Doorstep.
- Von Arthur W. Upfield erscheint der Kriminalroman Winds of Evil.

#### Französischsprachige Literatur
- Der surrealistische Schriftsteller André Breton veröffentlicht das Werk L’Amour fou, in dem er das Kennenlernen seiner Ehefrau und Muse Jacqueline Lamba beschreibt.
- Ève Curie veröffentlicht die Biografie Madame Curie.

#### Prosa in weiteren Sprachen
- Der erste Teil von Anton Makarenkos Roman Ehre erscheint in der Zeitschrift Oktjabr.
- Von Dino Buzzati erscheint die Erzählung I sette piani.
- Die Erzählung Schneeland von Yasunari Kawabata erscheint.

### Lyrik
- Der faschistische Politiker und Dichter Sekula Drljević verfasst den Text des montenegrinischen Volksliedes Oj svijetla majska zoro (Oh, du helle Morgenröte im Mai), der heutigen Nationalhymne Montenegros.

### Drama
- 7. Februar: Die Komödie The End of the Beginning von Seán O’Casey wird am Abbey Theatre in Dublin uraufgeführt.
- 2. April: Das Theaterstück Figaro lässt sich scheiden von Ödön von Horváth als Fortsetzung von Beaumarchais’ Komödie Der tolle Tag oder Figaros Hochzeit wird am Deutschen Theater in Prag uraufgeführt.
- 5. Juni: Luigi Pirandellos unvollendetes Drama I giganti della montagna (Die Riesen vom Berge) hat ein halbes Jahr nach dem Tod des Autors seine Uraufführung in Florenz.
- 24. September: Ödön von Horváths Lustspiel Ein Dorf ohne Männer wird in Prag uraufgeführt.

- John Boynton Priestley verfasst das Theaterstück Die Zeit und die Conways.

### Comic
- 15. April: Der Comic L'Île Noire (Die schwarze Insel) aus der Serie Les aventures de Tintin von Hergé erscheint. Es ist die erste Geschichte der Serie, die den Protagonisten nicht in exotische Länder führt.
- Die 1935 bis 1937 in Fortsetzungen erschienene Geschichte L'oreille cassée aus der Serie Les aventures de Tintin von Hergé wird in Belgien als Gesamtband in schwarzweiß herausgegeben.
- Das erste Lurchi-Heft erscheint.
- Das erste Comic mit Sheena – Königin des Dschungels von Will Eisner und Jerry Iger erscheint im britischen Magazin Wags #1.

### Militärliteratur
- Von Heinz Guderian erscheint das Sachbuch Achtung – Panzer! über die Einsatzmöglichkeiten der motorisierten Kriegsführung.

### Anthologie
- Von einer Vereinigung von Druckerinnen wird der Sammelband Bookmaking on the Distaff Side herausgegeben.

### Periodikum
- Die seit 1832 erscheinende Pariser satirische Zeitschrift Le Charivari erscheint zum letzten Mal.

### Wissenschaftliche Werke
- Der erste Band der sinologischen Buchreihe Monumenta Serica Monograph Series erscheint in Peking.

### Preisverleihungen
- Der Franzose Roger Martin du Gard erhält „für die künstlerische Kraft und Wahrheit, womit er in der Romanserie ‚Les Thibault‘ menschliche Gegensätze und wesentliche Seiten des gegenwärtigen Lebens darstellte“, den Nobelpreis für Literatur.

## Geboren

### Januar / Februar
- 01. Januar: Petros Markaris, griechischer Schriftsteller
- 03. Januar: Gernot Böhme, deutscher Philosoph († 2022)
- 08. Januar: Eckart Krumbholz, deutscher Schriftsteller und Herausgeber († 1994)
- 08. Januar: Waldtraut Lewin, deutsche Schriftstellerin († 2017)
- 08. Januar: Anton Pashku, albanischer Schriftsteller und Verlagslektor († 1995)
- 09. Januar: Klaus Schlesinger, deutscher Schriftsteller und Journalist († 2001)
- 10. Januar: Gianni Celati, italienischer Schriftsteller und Übersetzer († 2022)
- 15. Januar: Wolf Moser, deutscher Musiker und Schriftsteller († 2023)
- 22. Januar: Joseph Wambaugh, US-amerikanischer Schriftsteller († 2025)
- 22. Januar: Uwe Hans Wilken, deutscher Schriftsteller († 2001)
- 25. Januar: Werner Schneyder, österreichischer Kabarettist, Autor, Schauspieler, Regisseur und Sportkommentator († 2019)
- 27. Januar: David Yallop, britischer Schriftsteller und Drehbuchautor († 2018)

- 07. Februar: Doris Gercke, deutsche Krimi-Schriftstellerin († 2025)
- 11. Februar: Anders Bodelsen, dänischer Schriftsteller († 2021)
- 12. Februar: Hans Dieter Baroth, deutscher Journalist und Schriftsteller († 2008)
- 14. Februar: Dumitru Țepeneag, rumänischer Übersetzer und Schriftsteller
- 17. Februar: Kundeyt Şurdum, türkisch-österreichischer Lyriker und Redakteur († 2016)
- 21. Februar: Jilly Cooper, britische Schriftstellerin
- 22. Februar: Joanna Russ, US-amerikanische Autorin
- 26. Februar: Eduardo Arroyo, spanischer Maler, Grafiker, Bühnenbildner und Schriftsteller († 2018)
- 26. Februar: David Henry Wilson, britischer Kinder- und Jugendbuchautor
- 27. Februar: Peter Hamm, deutscher Lyriker, Essayist, Literaturkritiker, Übersetzer und Herausgeber († 2019)

### März / April
- 06. März: Arild Nyquist, norwegischer Schriftsteller († 2004)
- 08. März: Richard Fariña, US-amerikanischer Schriftsteller und Musiker († 1966)
- 12. März: Lisa Block de Behar, uruguayische Literaturwissenschaftlerin
- 13. März: Wladimir Semjonowitsch Makanin, russischer Schriftsteller († 2017)
- 15. März: Walentin Rasputin, russischer Schriftsteller und Umweltaktivist († 2015)
- 16. März: Huschang Golschiri, persischer Schriftsteller († 2000)
- 17. März: Matthias Bronisch, deutscher Dichter und Übersetzer
- 20. März: Lois Lowry, US-amerikanische Kinder- und Jugendbuchautorin
- 23. März: Moacyr Scliar, brasilianischer Schriftsteller und Arzt († 2011)
- 25. März: Klaus Walther, deutscher Literaturwissenschaftler und Schriftsteller († 2023)
- 28. März: Hermann Korte, deutscher Soziologe
- 30. März: Warren Beatty, US-amerikanischer Schauspieler, Regisseur, Drehbuchautor und Produzent
- 30. März: Gisela Brackert, deutsche Journalistin
- 31. März: Hartmut Lange, deutscher Schriftsteller

- 04. April: Jutta Heinrich, deutsche Schriftstellerin († 2021)
- 06. April: Viljo Anslan, estnischer Schriftsteller († 2017)
- 08. April: Seymour Hersh, US-amerikanischer Enthüllungsjournalist
- 09. April: Barrington J. Bayley, britischer Schriftsteller († 2008)
- 11. April: Gertrud Zelinsky, deutsche Schriftstellerin
- 13. April: Lanford Wilson, US-amerikanischer Dramatiker und Pulitzer-Preisträger († 2011)
- 20. April: Jiří Dienstbier, tschechischer Journalist und Politiker († 2011)
- 20. April: Yılmaz Onay, türkischer Schriftsteller und Übersetzer († 2018)
- 21. April: Giorgio Pressburger, italienischer Regisseur, Schriftsteller und Dramatiker ungarischer Herkunft († 2017)
- 26. April: Hannelies Taschau, deutsche Schriftstellerin
- 27. April: Zhang Jie, chinesische Schriftstellerin († 2022)
- 29. April: Jill Paton Walsh, britische Schriftstellerin († 2020)

### Mai / Juni
- 02. Mai: Gisela Elsner, deutsche Schriftstellerin († 1992)
- 05. Mai: Christoph Schroth, deutscher Theaterregisseur und -intendant († 2022)
- 05. Mai: Nicolás Suescún, kolumbianischer Dichter und Schriftsteller († 2017)
- 07. Mai: Marco Augusto Quiroa, guatemaltekischer Maler und Schriftsteller († 2004)
- 08. Mai: Thomas Pynchon, US-amerikanischer Schriftsteller
- 12. Mai: Misha Defonseca, belgische Schriftstellerin
- 13. Mai: Ralph Günther Mohnnau, deutscher Autor
- 13. Mai: Roger Zelazny, US-amerikanischer Schriftsteller († 1995)
- 14. Mai: Göran Tunström, schwedischer Schriftsteller († 2000)
- 20. Mai: Maria Teresa Horta, portugiesische Feministin, Schriftstellerin, Journalistin, Drehbuchautorin, Dramatikerin († 2025)
- 20. Mai: Peter von Matt, Schweizer Germanist und Schriftsteller († 2025)
- 23. Mai: Werner Funk, deutscher Journalist, Redakteur und Herausgeber
- 24. Mai: Archie Shepp, US-amerikanischer Jazzmusiker, Komponist, Literatur- und Theaterwissenschaftler
- 25. Mai: Friedrich Dieckmann, deutscher Schriftsteller
- 27. Mai: Andrei Bitow, sowjetischer bzw. russischer Schriftsteller († 2018)
- 30. Mai: Armando Valladares, kubanischer Schriftsteller
- 31. Mai: Gerd Hergen Lübben, deutscher Schriftsteller

- 01. Juni: Colleen McCullough, australische Schriftstellerin († 2015)
- 03. Juni: Wilfried Barner, deutscher Literaturwissenschaftler und Lessing-Experte
- 04. Juni: Minoru Betsuyaku, japanischer Dramatiker, Essayist und Literaturkritiker († 2020)
- 05. Juni: Hélène Cixous, französische Schriftstellerin und Essayistin
- 07. Juni: Hannjost Lixfeld, deutscher Volkskundler und Erzählforscher († 1998)
- 10. Juni: Susan Howe, US-amerikanische Dichterin und Essayistin
- 13. Juni: Hubert Wiedfeld, deutscher Schriftsteller und Hörspielautor  († 2013)
- 15. Juni: Herbert Feuerstein, deutsch-österreichischer Journalist, Kabarettist und Entertainer († 2020)
- 16. Juni: Yves Giraud, französischer Literaturwissenschafter († 2008)
- 18. Juni: Peter Steiner, österreichischer Geologe und Autor
- 19. Juni: André Glucksmann, französischer Philosoph und Essayist († 2015)
- 20. Juni: Piero Heliczer, italo-amerikanischer Schriftsteller, Drehbuchautor, Poet, Schauspieler, Verleger und Underground-Filmemacher († 1993)
- 24. Juni: Anita Desai, indische Schriftstellerin
- 27. Juni: Alexander Heimann, Schweizer Krimiautor († 2003)
- 28. Juni: Juan José Saer, argentinischer Schriftsteller († 2005)

### Juli / August
- 03. Juli: Tom Stoppard, britischer Dramatiker
- 04. Juli: Hanns H. F. Schmidt, deutscher Schriftsteller († 2019)
- 06. Juli: Bessie Head, botswanische Schriftstellerin († 1986)
- 09. Juli: Peter Märthesheimer, deutscher Drehbuchautor († 2004)
- 10. Juli: Kurt Bartsch, deutscher Lyriker und Prosaautor († 2010)
- 14. Juli: Hans Weber, deutscher Schriftsteller († 1987)
- 15. Juli: Robert Wohlleben, deutscher Lyriker, Essayist, Übersetzer und Verleger
- 17. Juli: Stanisław Tym, polnischer Satiriker, Schauspieler, Regisseur und Autor († 2024)
- 18. Juli: Frank J. Coppa, US-amerikanischer Historiker, Biograf und Herausgeber
- 18. Juli: Hunter S. Thompson, US-amerikanischer Schriftsteller und Reporter († 2005)
- 25. Juli: Anders Cleve, finnischer Schriftsteller († 1985)
- 28. Juli: Francis Veber, französischer Journalist, Drehbuchautor, Filmregisseur und Produzent

- 03. August: Klaus Peter Cadsky, deutsch-schweizerischer Karikaturist († 2011)
- 03. August: Diane Wakoski, US-amerikanische Dichterin und Hochschullehrerin
- 08. August: Cornelis Vreeswijk, holländisch-schwedischer Troubadour, Komponist und Dichter († 1987)
- 14. August: Jochen Lobe, deutscher Schriftsteller
- 18. August: Edward Stachura, polnischer Schriftsteller und Dichter († 1979)
- 19. August: Alexander Wampilow, sowjetischer Schriftsteller und Dramatiker († 1972)
- 23. August: Hermann A. Griesser, österreichischer Journalist
- 24. August: Otto Dann, deutscher Historiker und Autor
- 25. August: Virginia Euwer Wolff, US-amerikanische Jugendbuchschriftstellerin
- 26. August: Nina Companéez, französische Drehbuchautorin und Regisseurin
- 26. August: Jürgen Kross, deutscher Schriftsteller († 2019)
- 29. August: Dieter Kalenbach, deutscher Comiczeichner

### September / Oktober
- 01. September: Henrik Stangerup, dänischer Autor und Filmregisseur († 1998)
- 09. September: Uwe Herms, deutscher Schriftsteller († 2023)
- 11. September: Tomas Venclova, litauischer Dichter und Schriftsteller
- 13. September: Don Bluth, US-amerikanischer Regisseur, Produzent und Drehbuchautor
- 14. September: Sigrid Brunk, deutsche Schriftstellerin
- 16. September: Karel Milota, tschechischer Dichter, Schriftsteller und Übersetzer († 2002)
- 18. September: Geert Müller-Gerbes, deutscher Journalist und Kinderbuchautor
- 19. September: Reiner Uthoff, deutscher Schriftsteller, Theaterleiter und Kabarettist († 2024)
- 25. September: Robert Tobler, Schweizer Schriftsteller († 2019)
- 26. September: Marina Colasanti, italo-brasilianische Autorin, Journalistin und Übersetzerin († 2025)
- 26. September: Hans-Joachim Griephan, deutscher Journalist
- 27. September: Tesfaye Gesesse, äthiopischer Schauspieler, Regisseur, Schriftsteller, Übersetzer und Theaterintendant († 2020)
- 29. September: Matthias Wegner, deutscher Publizist, Autor und Verleger († 2023)
- 30. September: Jurek Becker, deutscher Schriftsteller († 1997)

- 02. Oktober: Helga Schütz, deutsche Schriftstellerin
- 04. Oktober: Jackie Collins, britisch-US-amerikanische Schriftstellerin († 2015)
- 06. Oktober: Meinhard Adler, deutscher Psychiater, Neurobiologe, Autor und Essayist († 2024)
- 08. Oktober: Barbara Yurtdaş, deutsch-türkische Schriftstellerin, Lehrerin und Übersetzerin
- 12. Oktober: Martin Warnke, deutscher Kunsthistoriker und Essayist († 2019)
- 16. Oktober: John Whitmore, britischer Autorennfahrer, Berater und Sachbuchautor († 2017)
- 17. Oktober: Peter Nilson, schwedischer Astronom und Romanautor († 1998)
- 19. Oktober: Hans Conrad Zander, deutschsprachiger Schweizer Journalist und Schriftsteller
- 24. Oktober: Dirk Alvermann, deutscher Photograph, Filmemacher und Schriftsteller († 2013)
- 25. Oktober: Julian Schutting, österreichischer Schriftsteller
- 26. Oktober: Wolfgang Körner, deutscher Schriftsteller († 2019)
- 27. Oktober: Peter Lustig, deutscher Fernsehmoderator und Kinderbuchautor († 2016)
- 28. Oktober: Helge Breloer, deutsche Sachverständige, Juristin und Sachbuchautorin
- 30. Oktober: Rudolfo Anaya, US-amerikanischer Schriftsteller († 2020)
- 31. Oktober: Tom Paxton, US-amerikanischer Folksänger, Songwriter und Kinderbuchautor

### November / Dezember
- 01. November: William Melvin Kelley, US-amerikanischer Schriftsteller († 2017)
- 03. November: F. K. Waechter, deutscher Zeichner und Schriftsteller, Theater- und Filmregisseur († 2005)
- 11. November: André Brugiroux, französischer Globetrotter und Schriftsteller
- 12. November: Irene Rodrian, deutsche Schriftstellerin und Drehbuchautorin († 2025)
- 14. November: Michael Jungblut, deutscher Autor und Journalist
- 20. November: Wiktorija Tokarewa, russische Schriftstellerin und Drehbuchautorin
- 23. November: Karol Modzelewski, polnischer Historiker, Schriftsteller und Politiker († 2019)
- 25. November: Helmut Zöpfl, deutscher Pädagoge und Autor
- 30. November: Adeline Yen Mah, chinesisch-US-amerikanische Schriftstellerin

- 07. Dezember: Ary dos Santos, portugiesischer Dichter, Liedtexter und Rezitator († 1984)
- 07. Dezember: Peter Vujica, österreichischer Musikkritiker, Kulturredakteur, Komponist und Autor
- 11. Dezember: Jim Harrison, US-amerikanischer Schriftsteller († 2016)
- 11. Dezember: Horst Landau, deutscher Schriftsteller
- 13. Dezember: Paul Maar, deutscher Kinderbuchautor, Illustrator, Drehbuch- und Theaterautor
- 13. Dezember: Hans Dieter Stöver, deutscher Schriftsteller († 2020)
- 17. Dezember: Bertha Harris, US-amerikanische Schriftstellerin († 2005)
- 17. Dezember: John Kennedy Toole, US-amerikanischer Schriftsteller († 1969)
- 22. Dezember: Elisabeth Lenk, deutsche Literaturwissenschaftlerin und Soziologin († 2022)
- 22. Dezember: Eduard Uspenski, russischer Kinderbuchautor († 2018)
- 22. Dezember: Renate Welsh, österreichische Kinder- und Jugendbuchautorin
- 23. Dezember: Edward Irving Wortis, US-amerikanischer Kinder- und Jugendbuchautor
- 25. Dezember: Ernst Röhl, deutscher Satiriker und Kabarettist († 2015)
- 26. Dezember: Jean Van Leeuwen, US-amerikanische Kinderbuchautorin († 2025)
- 30. Dezember: Anna Felder, Schweizer Schriftstellerin († 2023)
- 31. Dezember: Nicolas Born, deutscher Schriftsteller († 1979)
- 00. Dezember: Otto Bayer, deutscher Übersetzer († 2018)

### Genaues Geburtsdatum unbekannt
- Ute Baum, deutsche Germanistin, Literaturwissenschaftlerin, Übersetzerin und Dramaturgin († 2024)
- Wolfgang Funke, deutscher Schriftsteller († 2009)
- Mahamadou Halilou Sabbo, nigrischer Politiker und Schriftsteller († 2006)
- Patrick McGinley, irischer Schriftsteller
- Bernhard Müller-Hülsebusch, deutscher Journalist und Buchautor († 2020)
- Klaus Oettinger, deutscher Germanist und Literaturhistoriker
- Wolfgang Werth, deutscher Literaturkritiker

## Gestorben

### Januar bis April
- 03. Januar: Anna von Krane, deutsche Schriftstellerin (* 1853)
- 30. Januar: Henri Duvernois, französischer Schriftsteller (* 1875)

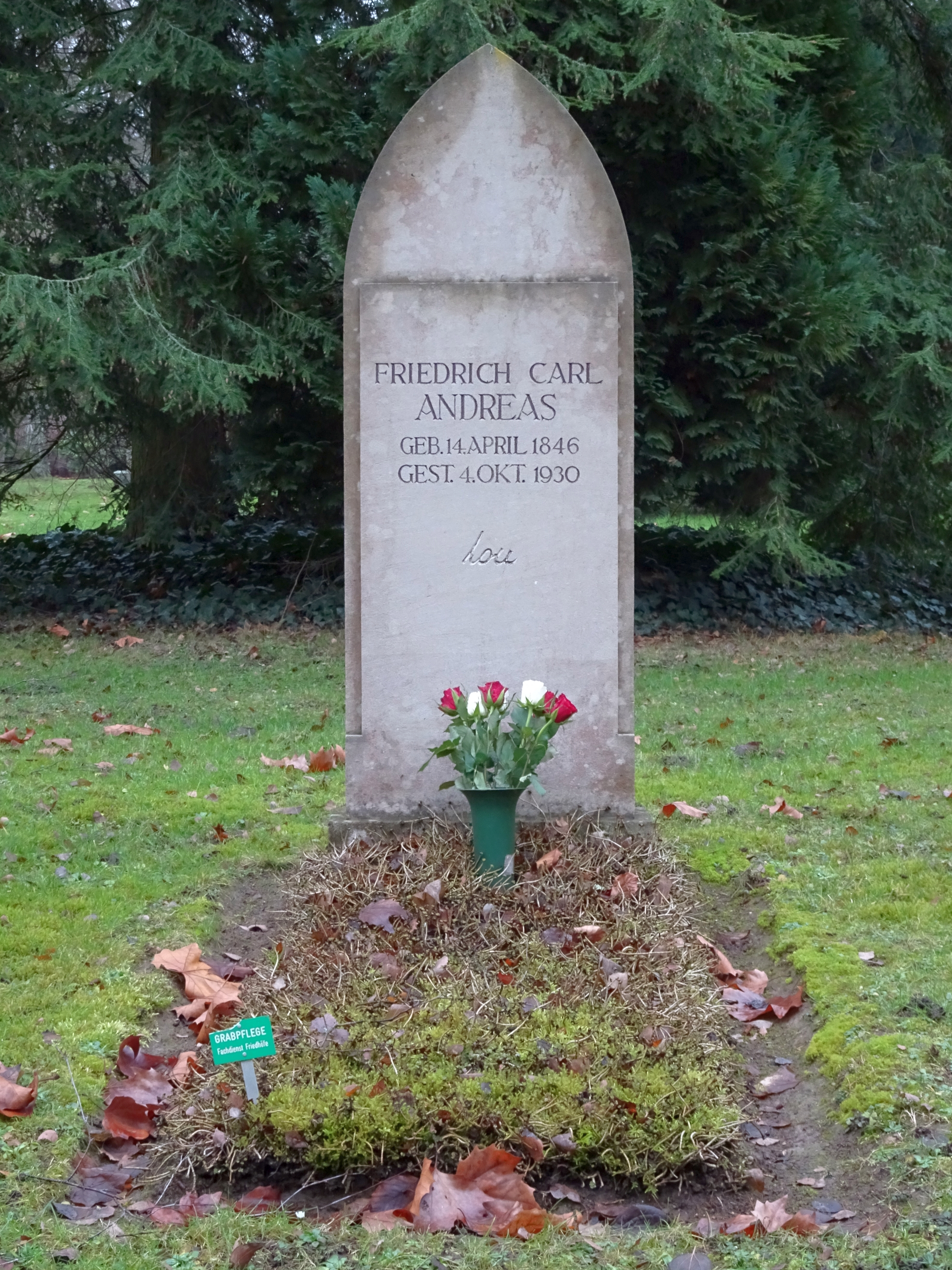
Grabstelle von Lou Andreas-Salomé in Göttingen

- 05. Februar: Lou Andreas-Salomé, russisch-deutsche Psychoanalytikerin, Schriftstellerin, Erzählerin und Essayistin (* 1861)
- 12. Februar: Christopher Caudwell, britischer Autor und marxistischer Theoretiker (* 1907)
- 17. Februar: Viktor Kraemer junior, deutscher Verleger (* 1881)

- 04. März: Engelbert Wittich, jenischer Schriftsteller (* 1878)
- 06. März: Rudolf Otto, evangelischer Theologe und Religionswissenschaftler (* 1869)
- 09. März: Alfred Flechtheim, deutscher Kunsthändler, Kunstsammler, Publizist  und Verleger (* 1878)
- 10. März: Jewgeni Iwanowitsch Samjatin, russischer Schriftsteller und Revolutionär (* 1884)
- 15. März: H. P. Lovecraft, US-amerikanischer Schriftsteller (* 1890)

- 13. April: Ilja Arnoldowitsch Ilf, russisch-sowjetischer Schriftsteller (* 1897)
- 27. April: Antonio Gramsci, italienischer Schriftsteller und Politiker (* 1891)
- 29. April: Anton Günther, Volksdichter und Sänger des Erzgebirges (* 1876)

### Mai bis August
- 06. Mai: Camillo Berneri, italienischer Autor, Philosoph und Anarchist (* 1897)
- 23. Mai: Ivan Prijatelj, slowenischer Kultur- und Literaturhistoriker (* 1875)

- 01. Juni: Ljubomir Miletitsch, bulgarischer Sprachwissenschaftler, Ethnograph, Dialektologe, Historiker und Publizist (* 1863)
- 6. Juni: Ladja Mohyljanska, ukrainische Dichterin und Vertreterin der hingerichteten Wiedergeburt. Hingerichtet in Sowjetunion. (* 1899)
- 10. Juni: Woldemar Lippert, deutscher Archivar und Historiker (* 1861)
- 11. Juni: Máté Zalka, ungarischer Schriftsteller und Revolutionär (* 1896)
- 19. Juni: J. M. Barrie, schottischer Schriftsteller und Dramatiker, Schöpfer von Peter Pan (* 1860)

- 08. Juli: Axel Bakunts, armenischer Schriftsteller, Übersetzer und Drehbuchautor (* 1899)
- 13. Juli: Daschdordschiin Natsagdordsch, mongolischer Schriftsteller (* 1906)
- 21. Juli: Eleonore Kalkowska, polnisch-deutsche Schriftstellerin und Schauspielerin (* 1883)

- 01. August: Ndre Mjeda, albanischer Kleriker und Dichter (* 1866)
- 06. August: Adele Gerber, deutsche Redakteurin und Frauenrechtlerin (* 1863)
- 11. August: Edith Wharton, US-amerikanische Schriftstellerin (* 1862)
- 13. August: Nikolai Nikolajewitsch Sarudin, sowjetischer Schriftsteller, Opfer der stalinschen Säuberungen (* 1899)
- 13. August: Alexander Konstantinowitsch Woronski, russisch-sowjetischer Literaturkritiker und Revolutionär, Opfer der stalinschen Säuberungen (* 1884)
- 19. August: Iwan Iwanowitsch Katajew, russischer Prosaschriftsteller, Opfer der stalinschen Säuberungen (* 1902)
- 28. August: Frederick Burr Opper, US-amerikanischer Comiczeichner und Illustrator (* 1857)

### September bis Dezember
- 13. September: Ellis Parker Butler, US-amerikanischer humoristischer Schriftsteller (* 1869)
- 26. September: Andrei Iwanowitsch Wostrikow, russisch-sowjetischer Philosoph und Literaturwissenschaftler, Opfer der stalinschen Säuberungen (* 1902)
- 28. September: Wladimir Jakowlewitsch Sasubrin, sowjetischer Schriftsteller, Opfer der stalinschen Säuberungen (* 1895)
- 30. September: Micheil Dschawachischwili, georgisch-sowjetischer Schriftsteller, Opfer der stalinschen Säuberungen (* 1880)

- 08. Oktober: Sergei Antonowitsch Klytschkow, russisch-sowjetischer Schriftsteller, Opfer der stalinschen Säuberungen (* 1889)
- 19. Oktober: Hermann Herder, deutscher Verleger (* 1864)
- 22. Oktober: Nakahara Chūya, japanischer Lyriker (* 1907)
- um den 24. Oktober: Nikolai Alexejewitsch Kljujew, russisch-sowjetischer Schriftsteller, Opfer der stalinschen Säuberungen (* 1884)
- 23. Oktober: Mychajlo Semenko, ukrainischer Schriftsteller der hingerichteten Wiedergeburt. Hingerichtet in Sowjetunion. (* 1892)
- 27. Oktober: Majk Johansen, ukrainischer Philologe, Schriftsteller, Dichter, Dramatiker, Übersetzer und Literaturwissenschaftler der hingerichteten Wiedergeburt. Hingerichtet in Sowjetunion. (* 1895)
- 3. November: Marko Woronyj, ukrainischer Dichter und Übersetzer der hingerichteten Wiedergeburt. Hingerichtet in Sowjetunion. (* 1904)
- 3. November: Mykola Kulisch, ukrainischer Schriftsteller, Dramatiker der hingerichteten Wiedergeburt. Hingerichtet in Sowjetunion. (* 1892)
- 3. November: Mykola Serow, ukrainischer Altphilologe, Übersetzer und Dichter der hingerichteten Wiedergeburt. Hingerichtet in Sowjetunion. (* 1890)
- 3. November: Walerjan Pidmohylnyj, ukrainischer Schriftsteller der hingerichteten Wiedergeburt. Hingerichtet in Sowjetunion. (* 1901)

- 05. November: Bolesław Leśmian, polnischer Dichter und Lyriker (* 1877)
- 05. November: Kinoshita Naoe, japanischer Schriftsteller (* 1869)
- 13. November: Max Mohr, deutscher Dramatiker und Erzähler (* 1891)
- 21. November: Henri Cain, französischer Librettist und Maler (* 1857)
- 27. November: Jeghische Tscharenz, armenischer Dichter (* 1897)
- 28. November: Myroslawa Sopilka, ukrainische Dichterin und Schriftstellerin der hingerichteten Wiedergeburt. Hingerichtet in Sowjetunion. (* 1897)
- 30. November: Harry Graf Kessler, deutscher Diplomat, Autor, Mäzen (* 1868)

- 02. Dezember: Raoul Ponchon, französischer (satirisch-politischer) Dichter (* 1848)
- 05. Dezember: Hōjō Tamio, japanischer Schriftsteller (* 1914)
- 10. Dezember: Labori Gilelewitsch Kalmanson, sowjetischer Schriftsteller und Literaturkritiker, Opfer der stalinschen Säuberungen (* 1901)
- 23. Dezember: Nils Collett Vogt, norwegischer Schriftsteller (* 1864)
- 29. Dezember: Berthold Feiwel, österreichischer Schriftsteller, Übersetzer, Publizist und zionistischer  Politiker (* 1875)

### Genaues Todesdatum unbekannt
- Muhammadsharif Soʻfizoda, usbekischer Dichter und Erzieher (* 1869)